# Fabio Mengozzi
Fabio Mengozzi (Asti, 12 de mayo de 1980) es un compositor y pianista italiano, autor de  música de cámara, música sinfónica,  música coral y música electrónica.

## Biografía
Fue discípulo de Aldo Ciccolini y realizó estudios musicales en los Conservatorio de Turín. Finalmente, acabará perfeccionando su formación con Azio Corghi en la Academia Nacional de Santa Cecilia de Roma. 
Su música fue tocada por todo el mundo (Alemania, Argelia, Argentina, Austria, Azerbaiyán, Brasil, Bélgica, Canadá, Chile, China, Croacia, Dinamarca, Eslovenia, España, Estados Unidos, Estonia, Francia, Grecia, Haití, Holanda, India, Irán, Irlanda, Islandia, Israel, Italia, Japón, Montenegro, Polonia, Portugal, Reino Unido, Rusia, Serbia, Sudáfrica, Suiza, Turquía, Ucrania), ejecutadas por renombrados intérpretes, entre otros: Marco Angius, Francesco Attesti, Assia Cunego, Alpaslan Ertüngealp, Nicolas Horvath, Flavio Emilio Scogna, Kapsetaki Twins, Antidogma Musica, Orchestra i Pomeriggi Musicali, Trio Debussy.
Fabio Mengozzi ha recibido muchos premios, entre los que se cuentan: primer premio en el Concorso Nazionale per Giovani Pianisti Comune di Terzo d'Acqui, Concorso Nazionale Riviera dei fiori Città di Alassio, Concorso Pianistico Nazionale Città di Genova, Concorso Musicale Europeo Città di Moncalieri, Concorso Nazionale di Musica per borse di studio di Tortona, Concorso Nazionale di Esecuzione Musicale Franz Schubert di Tagliolo Monferrato, Concorso Pianistico Nazionale Lorenzo Perosi di Tortona, Concorso Pianistico Regionale Cortile Casa Lodigiani di Alessandria; segundo premio en el Concorso Pianistico Nazionale Città di Genova, Concorso Nazionale di Musica per giovani interpreti Città di Asti, Concorso Pianistico Nazionale Carlo Vidusso (Milan), Concorso Pianistico Italiano Premio Città di Cortemilia, Concorso Nazionale di Composizione Mozart Oggi 2005 (Milan), Concorso Internazionale di Composizione per Strumenti a Percussione (Fermo); tercer premio en el Concorso Internazionale di Composizione per chitarra e quartetto d'archi Michele Pittaluga (Alessandria). 
Su música ha sido programada por festivales internacionales de prestigio entre los que se cuentan: Winchester Modern Gallery (Victoria, Canadá), Real Academia Danesa de Música (Copenhague, Dinamarca), Conservatorio de San Petersburgo (Rusia), Palm Beach Atlantic University (Estados Unidos), Casa Italiana Zerilli-Marimò (Nueva York, Estados Unidos), Erateio Odeio Conservatory (Atenas, Greece), Palacio Kadriorg (Tallin, Estonia), Trivandrum Centre for Performing Arts (India), Karol Lipiński Academy of Music (Breslavia, Polonia), Ilija M. Kolarac Endowment (Belgrade, Serbia), Florentinersaal (Graz, Austria), Galería Nacional de Islandia (Reykjavík, Islandia), Catedral de Gloucester (Inglaterra), St Michael at the North Gate (Oxford, Inglaterra), Palais de Tokyo (París), Župnijska cerkev sv. Jakoba (Liubliana), Ein Karem (Jerusalem), Templo Protestante de Collioure (Francia), Strand Theater (Zelienople, Pensilvania), Sala Accademica del Conservatorio Santa Cecilia (Roma), Spazio Espositivo Tritone (Roma), MITO SettembreMusica, Stagione Sinfonica dell'Orchestra i Pomeriggi Musicali, Nuova Consonanza, Rassegna di Musica Antica e Contemporanea Antidogma, Aegean Arts International Festival (Crete, Grecia), University of Minnesota Duluth New Music Festival (Estados Unidos), La Nuit du Piano Minimaliste (Collioure), Gli Amici di Musica/Realtà (Milan), Festival Verdi Off (Parma), Unione Culturale Franco Antonicelli (Turin), Ciclo de Cámara Salinas (La Palma), Teatro Piccolo Regio Giacomo Puccini (Turin, Italia), Conservatory of Turin, Catedral de Turín, Palazzo Saluzzo di Paesana (Turin, Italia), Auditorium Vivaldi della Biblioteca Nazionale di Torino (Italia), Palazzina Liberty (Milan), Teatro dal Verme (Milan), Liceo Musicale Angelo Masini (Forlì, Italia), Teatro Vittorio Alfieri (Asti, Italia), Casa della Musica (Parma, Italia), Auditorio Parco della Musica (Roma), Sala Ciampi (Roma), Villa del Vascello (Roma), Conservatorio de Vicenza, Villa Bellini (Catania), Casa della Musica Conservatorio de Cosenza.

## Discografía
- Italy, CD harpAcademy (2014)[27]
- Mistero e poesia (disco monografico), CD Stradivarius (2018),[28][29]
- A Mario Castelnuovo-Tedesco, Music by Castelnuovo-Tedesco – Scapecchi – Mengozzi, CD Editions Habanera (2019)[30]
- Romanza alla Terra (sencillo), pianista Anna Sutyagina (2021)
- Melodia lunare V (sencillo), pianista Anna Sutyagina (2021)[31]
- Orpheus (sencillo), CD SMC Records (2022)
- Romanza alla Terra (sencillo electrónico) (2022)[32]
- Via crucis (2022)[33]
- Musica con creta (2023)[34]
- Suppliche (2023)[35]

## Selección de óperas

### Música orquestal
- Vortici, affetti e un'evocazione (2005) per orchestra
- Secretum (2016) per orchestra d'archi
- Constructores (2017) per orchestra d'archi
- Aurora (2018) per orchestra da camera

### Música de Cámara
- Trio (2001) per flauto, oboe e pianoforte
- Sezioni di suono (2003) per quartetto di percussioni
- Elegia (2004) per due viole e pianoforte
- Interferenze (2004) per flauto, clarinetto, violoncello, pianoforte e percussione
- Ricercare (2004) per violino, violoncello e pianoforte
- I cerchi concentrici (2006) per pianoforte e percussioni
- Naos (2006) per viola e pianoforte
- Neshama (2008) per pianoforte
- Mirrors (2010) per chitarra e quartetto d'archi
- Lied (2010) per ensemble di clarinetti
- Sonata per arpa e percussione (2010)
- Arabesque (2011) per arpa
- Diario d'arpa (2011) per arpa
- Dieci frammenti celesti (2012) per pianoforte preparato
- Poema della trasmigrazione (2012) per arpa
- Romanza al cielo (2012) per arpa
- Rosa (2012) per arpa
- Crux (2012) per arpa
- Symbolon (2012) per due arpe
- Segreta luce (2013) per pianoforte
- Ascensio ad lucem (2013) per pianoforte
- Spire (2013) per pianoforte
- Le rêve de l'échelle (2013) per ensemble di clarinetti
- Novella (2013) per arpa o arpa celtica
- Mysterium (2013) per pianoforte
- Moto fluttuante (2014) per arpa
- Phoenix (2014) per violino e arpa
- Circulata melodia (2014) per pianoforte
- Oltrepassando il valico (2014) per pianoforte
- Veli (2014) per pianoforte
- Commiato (2014) per pianoforte
- Poema della luce (2014) per pianoforte
- Poema litico (2015) per pianoforte a quattro mani
- Sub vesperum (2015) per pianoforte a quattro mani
- Anelito al silenzio (2015) per pianoforte
- Reverie IV (2015) per pianoforte
- Larus (2015) per violino, viola, violoncello e pianoforte
- Artifex (2015) per pianoforte
- Faro notturno (2015) per pianoforte
- Horizon (2015) per pianoforte
- Kairos (2015) per pianoforte
- Nauta (2015) per pianoforte
- Ianus (2015) per pianoforte
- Ananke (2016) per pianoforte
- Era (2016) per pianoforte
- Romanza alla Terra (2016) per pianoforte
- Reame (2016) per pianoforte
- Meteora (2016) per due pianoforti
- Promenade (2016) per pianoforte a sei mani
- Flos coeli (2016) per pianoforte
- Ceruleo vagare (2017) per pianoforte
- Cometa nella notte (2017) pianoforte
- Estro (2017) per pianoforte
- Rivo di cenere (2017) per pianoforte
- Scintilla (2017) per pianoforte
- Sempiterna ruota (2017) pianoforte
- Sfinge (2017) per pianoforte
- Viride (2017) per pianoforte
- Sorgente I (2018) per flauto e pianoforte
- Ousia (2018) per arpa e pianoforte
- Ousia II (2018) per flauto, violoncello, arpa e pianoforte
- Delta (2018) per quartetto d'archi
- Romanza alla Terra II (2018) per flauto e pianoforte
- Melodia lunare (2018) per corno inglese
- Melodia lunare II (2018) per oboe
- Fantasia (2018) per chitarra e pianoforte
- Fiat lux (2018) per organo
- Auriga (2018) per arpa e pianoforte
- Auriga II (2019) per pianoforte, arpa e orchestra d'archi
- Ora (2019) per flauto e violoncello
- SATOR (2019) per soprano e quartetto d'archi
- Pavana (2020) per due flauti contralti e flauto basso
- Solo (2020) per trombone
- Tre incantazioni (2020) per flauto
- Vision (2020) per corno inglese, fagotto e pianoforte
- Raggio (2020) per clarinetto
- Agli albori (2020) per soprano e viola
- Aria dell'aria (2020) per flauto dei Nativi americani
- Claro (2020) per due clarinetti
- Oasi (2020) per flauto
- Rest in peace (2020) per soprano, flauto e pianoforte
- Melodia lunare III (2020) per flauto
- Melodia lunare IV (2020) per saxofono tenore
- Melodia lunare V (2020) per pianoforte
- Eclipse (2020) per saxofono soprano
- Autunno, petali sopiti nel vento (2021) per arpa
- Primavera, stormi frementi nel silenzio del tramonto (2021) per arpa
- Estate, luce di stelle nella notte (2021) per arpa
- Inverno, neve cadente nel gelo dell'alba (2021) per arpa
- Monodia cosmica (2021) per violino
- Ailes (2021) per ocarina
- Antica ocarina (2021) per ocarina
- Oasi II (2023) per flauto basso e saxofono contralto[36]
- Gemma (2023) per arpa[36]
- Notte leggiadra di pioggia (2023) per pianoforte (left hand)[37]

### Música coral
- Hortus conclusus (2004) per coro femminile
- Da una terra antica (2008) per coro misto
- Gan Naul (2013) per coro femminile

### Música electrónica
- The woman clothed with the sun (2022)
- Orpheus (2022)
- Delle vette e degli abissi (2022) per saxofono tenore ed elettronica
- Romanza alla Terra (2022)
- Via crucis (2022)
- Musica con creta (2023)
- Suppliche (2023)
- Venus (2023)
- Antiche memorie custodite tra le fronde (2023)
- Lullaby for a child born in times of war (2023)
- Sub rosa (2023)
- Lacrimosa (2023)
- Ove tutto si dissolve (2023)
- Salmo XXXIV (2023)